# Myndus xyron
Myndus xyron är en insektsart som beskrevs av Kramer 1979. Myndus xyron ingår i släktet Myndus och familjen kilstritar. Inga underarter finns listade i Catalogue of Life.